# ミロのヴィーナス
ミロのヴィーナス（希: Αφροδίτη της Μήλου、仏: Vénus de Miloは、紀元前2世紀ごろ古代ギリシアで制作された彫刻の女性像である。現在はパリのルーヴル美術館で展示・管理されており、同じくルーヴル所蔵のサモトラケのニケなどと並び最もよく知られたヘレニズム期の彫刻の一つ。
作者は紀元前130年頃に活動していた彫刻家、アンティオキアのアレクサンドロスと考えられているが、彼の生涯についてはほとんど分かってない。ミロはミロス島で発見されたので、ミロのヴィーナスといわれるようになった。ミロのヴィーナスを初めて日本に紹介したのは、西洋美術史家の澤木四方吉である。

## 概要
ミロのヴィーナスはギリシア神話における女神アプロディーテーの像と考えられている。高さは203cm。足元からへそまでと頭頂部までの長さ、へそから首までと頭頂部、それぞれの比率は、1対1.618となっていてほぼ黄金比である。材質は大理石。発見時は碑文が刻まれた台座があったが、ルーヴル美術館に持ち込まれた際に紛失している。
「ミロ」は女神像の発見地ミロス島のロマンス語形で、「ヴィーナス」はアプロディーテーに対応するローマ神ウェヌス（Venus）の英語読みである。ただし英語では通常ルーヴルで表示しているフランス語式綴りをとって 「Venus de Milo」と表記し、これを英語式に「ヴィーナス・デ・マイロ」に近い発音をする。現代ギリシア語では「Αφροδίτη της Μήλου」と表記して「アフロズィティ・ティス・ミル」に近い発音をする。

## 歴史

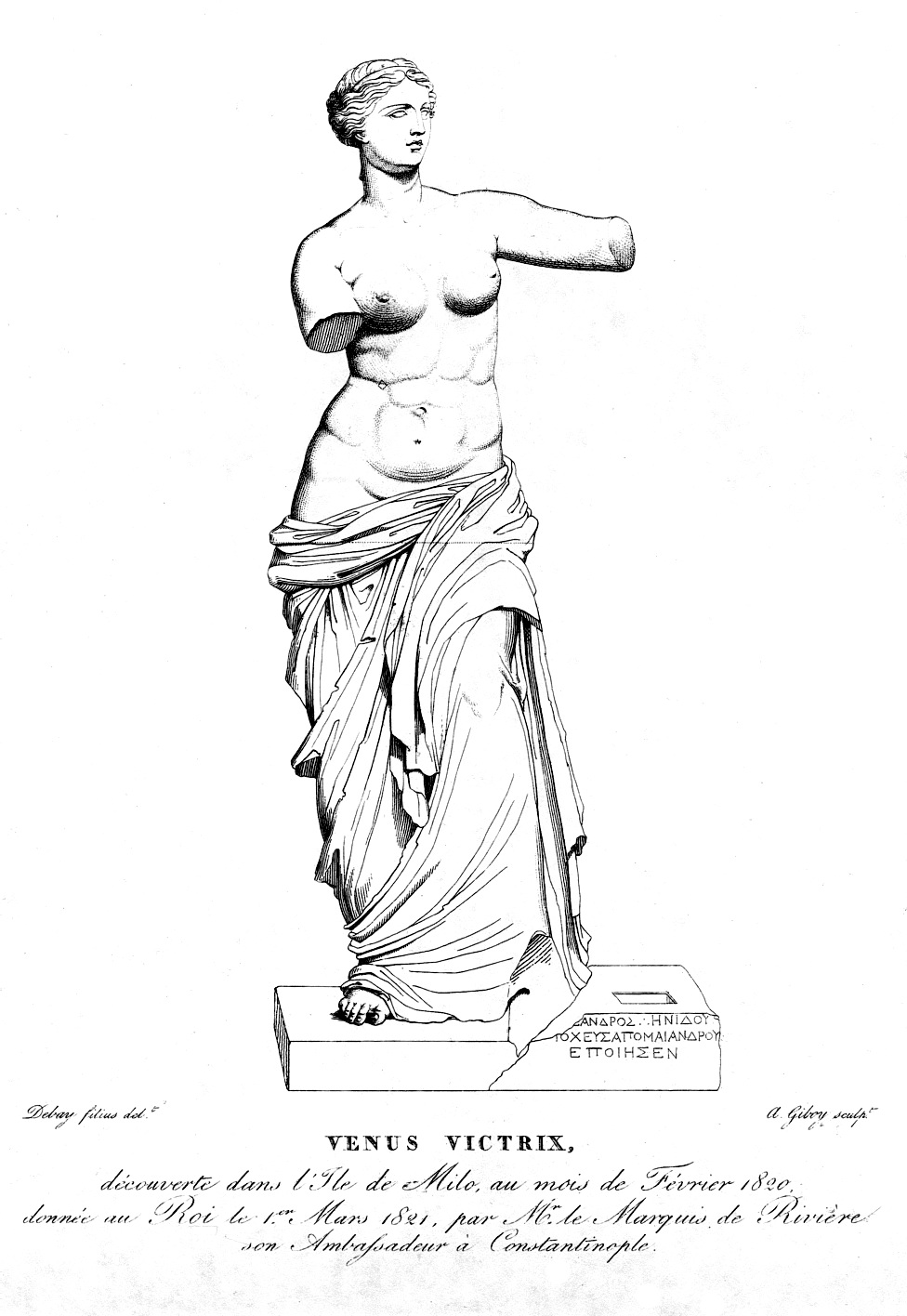
1821年に描かれたミロのヴィーナスのスケッチ。失われる前の碑文の刻まれた台座部分が描かれている。

ミロのヴィーナスは、1820年4月8日に小作農であったヨルゴス・ケントロタス（Yorgos Kentrotas）によってオスマン帝国統治下のエーゲ海にあるミロス島で発見された。彼は最初、官吏に見つからぬようにヴィーナス像を隠していたが、トルコ人の官吏に発見され没収された。
後に、フランス海軍提督ジュール・デュモン・デュルヴィルは、この像を見て価値を認め、フランス大使に頼みこんでトルコ政府から買い上げた。これは修復された後にルイ18世に献上された。ルイ18世はこれをルーヴル美術館に寄付し、現在でもそこで管理されている。
以後、ルーヴルを出て海外へ渡ったことはただ1度、1964年4月 - 6月、日本の東京都（国立西洋美術館）および京都府（京都市美術館）で行われた特別展示のみである。この際、日本への輸送時に一部破損が生じ、展示までに急遽修復されている。
1900年頃にルーヴルで一度だけ型取りされており、現在もその型を元にレプリカや縮小モデルが作られている。

## ヴィーナスの両腕

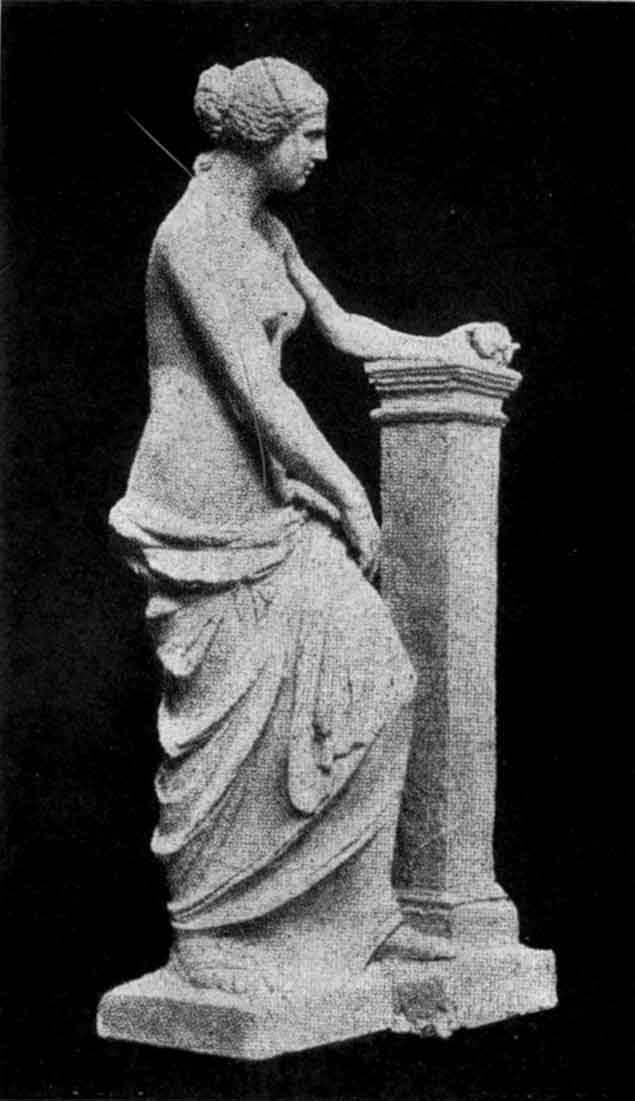
フルトヴェングラーによる両腕復元像。

さまざまな芸術家や科学者が欠けた部分を補った姿を復元しようと試みているが、現在のところ、定説と呼べるほど成功しているものはない。しかしながら、俗説として、林檎を手にしているという話が広く伝わっている。この林檎とはトロイア戦争の際、アテーナーとヘーラーを出し抜いてパリスから得た黄金の林檎のことである。アドルフ・フルトヴェングラーによる復元像でも、やはり、左手に林檎を持っている。
一方、詩人・作家である清岡卓行は、第二評論集『手の変幻』に収録された『ミロのヴィーナス』の中で、ヴィーナスの両腕の不在のゆえに、そこには想像力による全体への飛翔（原文では「特殊から普遍へ」の飛翔とある）が可能なのだと述べている。